# Rullman Peak
Rullman Peak är en bergstopp i Antarktis. Den ligger i Västantarktis. Chile gör anspråk på området. Toppen på Rullman Peak är 1 910 meter över havet, eller 136 meter över den omgivande terrängen. Bredden vid basen är 1,7 km. Rullman Peak ingår i Anderson Massif.
Terrängen runt Rullman Peak är huvudsakligen kuperad, men norrut är den bergig. Trakten är obefolkad. Det finns inga samhällen i närheten.